# كنة

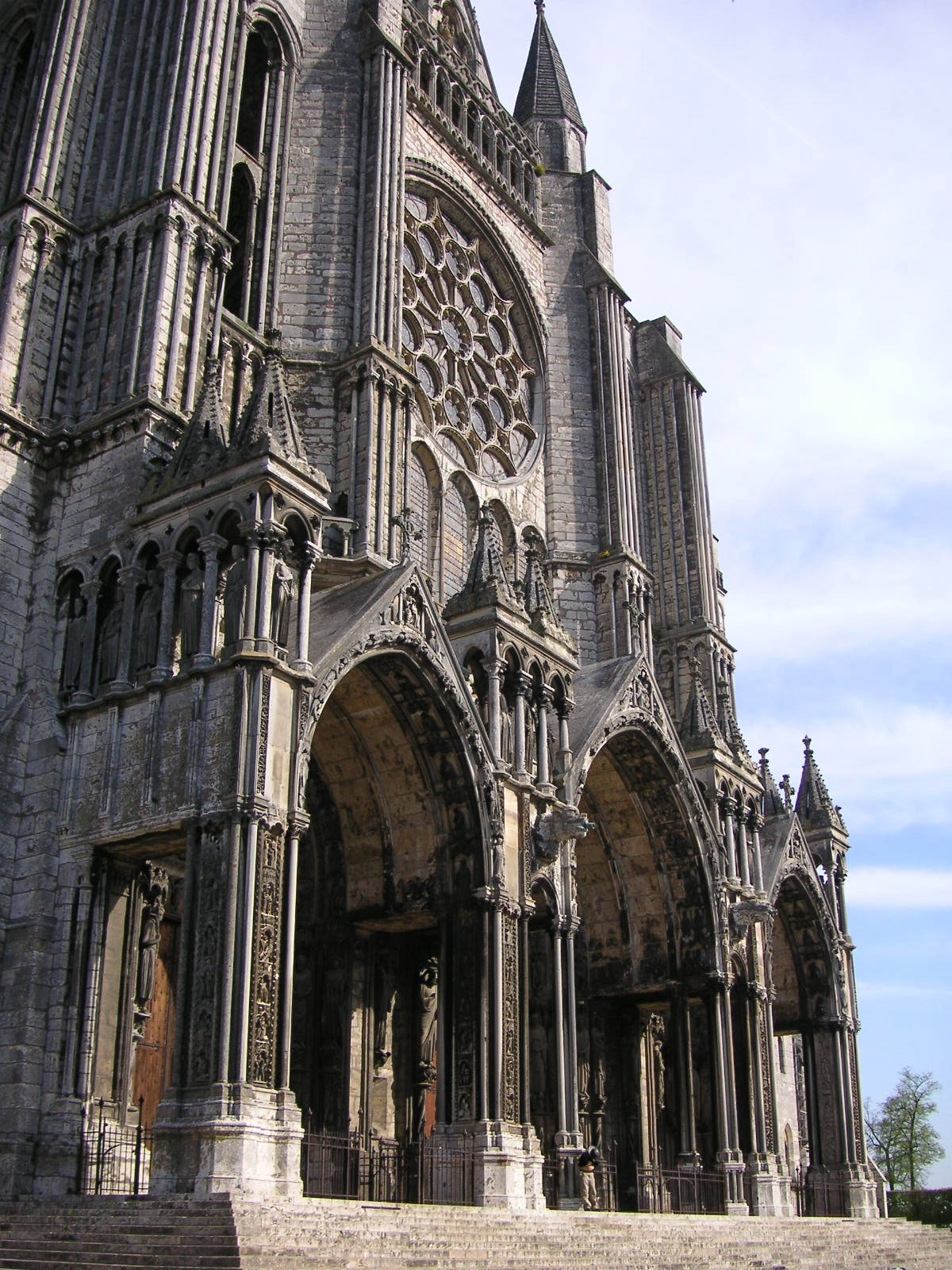
الواجهة الجنوبية لكتدرائية شرتر، والتي تتميز بطراز معماري رومانسكي وقوطي

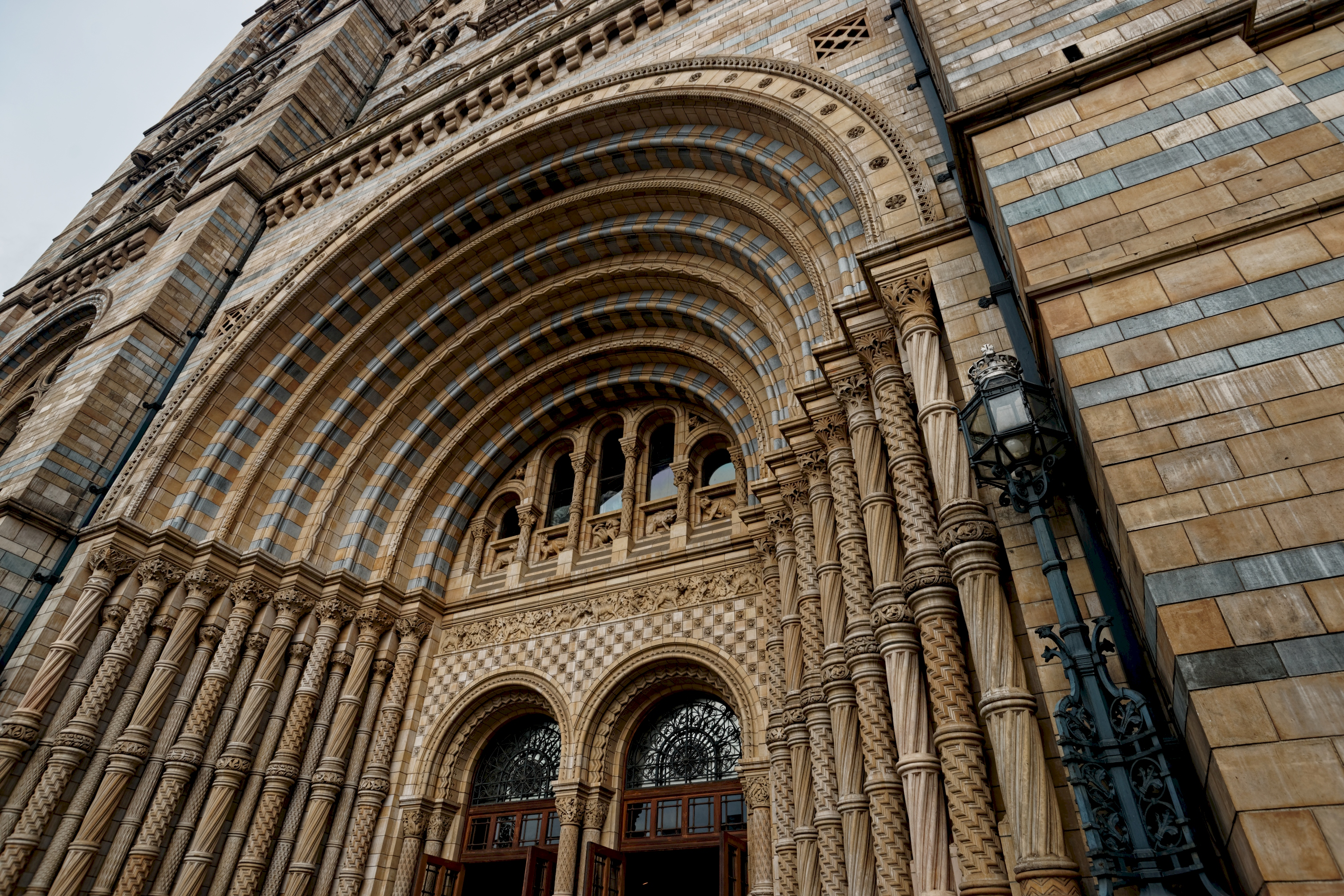
الكُنة الرئيسة لمتحف التاريخ الطبيعي في لندن بني عام 1881 وصممه ألفريد ووترهَوس

الكُنَّة أو الوَاقِيَة أو الصيوان أو الرِّوَاق أو الرُّوَاق هي غرفة أو صالة تقع أمام مدخل مبنى. تقع أمام واجهة المبنى الموجودة فيه وتشكل واجهة منخفضة. وقد تعني ردهة أو مبنى بارزًا يضم باب مدخل المبنى.